# Joan Pedrola
Joan Pedrola (n. 24 de abril de 1990 en Barcelona, Cataluña, España) es un modelo y actor español. Ha trabajado con Emporio Armani, Dolce & Gabbana o Moschino. En nuestro país ha desfilado en Mercedes-Benz Fashion Week Madrid y en MFShow Men, aparte de aparecer en diversos editoriales y campañas de moda.

## Carrera

### Modelaje
Joan Pedrola comienza en el mundo de la moda con 20 años. En 2009 firma un contrato con Major Model Management. Su primera campaña fue para un anuncio de la marca Dolce & Gabbana, fotografiado por Mario Testino. Participó en su primer anuncio en televisión para el perfume «212 VIP» de Carolina Herrera. Ha desfilado en espectáculos de moda de Nueva York, Milán y París para diseñadores como Thierry Mugler, Roberto Cavalli, Prada, Dolce & Gabbana, Issey Miyake, Raf Simons, Michael Bastian, Michael Kors o Versace.

### Carrera interpretativa
En 2017 se adentró en el mundo de la interpretación, formándose en la escuela Eolia de Barcelona, su ciudad natal. Su primer papel fue para el cortometraje de Ernest Desumbila Blood Metal Revenge en 2019. También ha participado en funciones de teatro de la escuela donde realizó sus estudios, como la obra L'últim dia al món. En 2021 participó episódicamente en la serie de televisión de Netflix El inocente. Además, se confirmó su fichaje para protagonizar Bienvenidos a Edén, también de Netflix, junto con Belinda, Ana Mena o Amaia Salamanca. Meses después, se anunció su participación en la de Atresplayer Premium La edad de la ira.